# Östergötlands runinskrifter N262A-C
Östergötlands runinskrifter N262A, Östergötlands runinskrifter N262B och Östergötlands runinskrifter N262C är ristade gravhällsfragment av kalksten från Vreta klosters kyrka och det forna klostret på samma plats. Fragmenten förvaras idag i en magasinbyggnad av kalksten väster om kyrkan tillsammans med bland annat också en Eskilstunakista. Hällarna dateras till vikingatid.

## Ög N262A
Ög N262A är ett litet fragment som rymmer två runor och delar av en tredje. Samnordisk runtextdatabas translittererar runföljden ...(u)is... alternativt ...(r)is.... För den första runans identitet ses alltså två alternativ.

## Ög N262B
Den enda läsningen på Ög N262B är ett skiljekolon och en a-runa: : a...

## Ög N262C
Ög N262C är samlingssignum för ett tiotal fragment som saknar runor men är ornamentalt ristade.